# Unione Sportiva Cagliari 1949-1950
Questa pagina raccoglie le informazioni riguardanti l'Unione Sportiva Cagliari nelle competizioni ufficiali della stagione 1949-1950.

## Rosa
| N. |                   | Ruolo | Calciatore        |
| -- | ----------------- | ----- | ----------------- |
|    | Italia (bandiera) | A     | Riccardo Barbieri |
|    | Italia (bandiera) | D     | Gianni Busanca    |
|    | Italia (bandiera) | D     | Mondo Busetto     |
|    | Italia (bandiera) | P     | Sergio Busetto    |
|    | Italia (bandiera) | C     | Enrico Cocco      |
|    | Italia (bandiera) | P     | Sergio Cucchetti  |
|    | Italia (bandiera) | A     | Pietro De Moliner |
|    | Italia (bandiera) | A     | Mario De Prati    |
|    | Italia (bandiera) | D     | Angelo Dini       |
|    | Italia (bandiera) | A     | Amelio Fassberger |
|    | Italia (bandiera) | C     | Leone Gerlin      |
|    | Italia (bandiera) | C     | Walter Giacomello |
|    | Italia (bandiera) | C     | Nino Gnocchi      |

| N. |                     | Ruolo | Calciatore         |
| -- | ------------------- | ----- | ------------------ |
|    | Italia (bandiera)   | D     | Amedeo Hellies     |
|    | Italia (bandiera)   | D     | Sergio Marchi      |
|    | Italia (bandiera)   | A     | Aldo Peloso        |
|    | Italia (bandiera)   | C     | Mario Piscedda     |
|    | Italia (bandiera)   | C     | Ezio Ronzi         |
|    | Ungheria (bandiera) | A     | József Samu        |
|    | Italia (bandiera)   | A     | Armando Segato     |
|    | Italia (bandiera)   | C     | Francesco Servetto |
|    | Italia (bandiera)   | A     | Silvano Sesler     |
|    | Italia (bandiera)   | P     | Aldo Sulis         |
|    | Italia (bandiera)   | D     | Ferdinando Terzolo |
|    | Italia (bandiera)   | A     | Franco Torricelli  |